# 김치 치즈 스마일
《김치 치즈 스마일》은 2007년 7월 23일부터 2008년 1월 18일까지 방송된 MBC 시트콤이다. 전작 《거침없이 하이킥》의 높은 인기로 작품과 상관없이 비교대상에 올라 시청률은 다소 부진하였음에도 불구하고 작품성 면에서는 호평을 받았다.
한편, 눈길을 끌만한 개성있는 캐릭터 창조에 실패한 점, 매력적이면서도 흥미를 끌만한 캐릭터 개발에 실패한 점, 시트콤의 관심을 확대 재생산하는 젊은층을 잡는데 실패했다는 혹평도 존재했다.

## 트리비아
여담으로 2008년까지 방송된 김치 치즈 스마일은 MBC에서 마지막으로 제작된 4:3 비율 SD 드라마이다.

## 등장 인물

### 신구의 집
- 신구 : 신구(72세, 사진관 운영)

월동의 부인이자 혜영, 병진, 연지의 아빠. 스마일 사진관을 운영하고 있다. 가족들에게 큰소리 치며 살고 싶지만, 현실은 집안에서 가장 서열이 낮으며 손녀인 월도와 수준이 맞다. 특히 투자했던 금액을 전부 잃게 되면서 더욱 집안에서 입지가 좁아졌다. 허세가 넘치는 성격이라 거짓말을 자주 하고, 꼭 들키고 만다.
- 김을동 : 김을동(63세, 전업주부)

신구의 아내. 평생 억척스럽게 살면서 건물까지 소유하지만 여전히 알뜰하게 사는 가정주부이다. 철없는 며느리는 마음에 안 들고, 고상한 척 하는 사돈도 마음에 안 든다.
- 이혜영 : 신혜영(39세, 사진관 직원)

신구의 큰딸. 10년 전에는 잡지사에서 사진기자로 일했지만 해고당하고 난 후 아버지와 함께 스마일 사진관에서 일한다. 하지만 긍정적이고 밝은 성격으로 동네 어르신들에게 인기가 많다. 비오는 날 사고를 내는 바람에 다친 산호를 집에 데려오게 된 인물. 아는 동생이었던 기준과는 연인 관계로 발전하게 되어, 반대를 뚫고 결혼하게 된다.
- 유연지 : 신연지(21세, 대학생) (아역 : 김보라)

신구의 늦둥이. 예쁘지만 다소 까탈스러운 성격을 가지고 있다. 맛있는 것을 먹는 것을 굉장히 좋아하며, 수영과 가끔 언쟁한다. 10년 전부터 기준을 짝사랑했지만 언니 혜영과 기준의 관계를 알게 되면서 절망한다. 이후 현진의 여자친구가 된다. 5년 뒤에 승무원이 되어 유학을 마친 현진과 함께 집으로 돌아온다.

### 선우은숙의 집
- 선우은숙 : 선우은숙(58세, 스포츠센터 운영)

병진의 장모. 대외적으로 교양있는 이미지이지만 사실은 정 반대의 인물이다. 항상 사위인 병진을 못마땅하게 생각한다. 기준을 처음에 맘에 들어했지만 계속되는 트러블로 인해서 굉장히 싫어하게 되었다. 가장 좋아하는 곡은 백만송이 장미.
- 이병진 : 신병진(37세, 수영부 코치)

신구의 아들. 수영의 남편. 가족들에게 잘하려고 노력하는 인물이다. 항상 주눅들어 있으며 소심한 인물이고 모든 행동이 느리다. 지나치게 깔끔한 인물.
- 정수영 : 정수영(가정주부)

은숙의 딸, 병진의 아내. 피아노를 전공하는 학생이었으며 병진과의 관계가 발각되어 강제로 유학길에 오를 뻔 했다. 하지만 겨우 탈출하여 병진과 혼인신고를 한다. 철없어 보일 때도 있지만 밝고 귀여운 인물.
- 박유선 : 신월도(7세 -> 8세, 유치원생 -> 초등학생)

병진과 수영의 딸. 나이에 비해서 성숙한 인물이다. 할아버지인 신구와 친하게 지내며, 현진을 좋아한다.

### 2층 사람들
- 엄기준 : 엄기준(36세, 아나운서)

병진의 친구, 현진의 형. 10년 전에는 계속 시험에 떨어지는 고시생이었지만 현재는 아나운서이다. 하지만 큰 인기는 얻지 못하며 잘나가는 동료 아나운서를 질투하는 인기에 목마른 인물. 다양한 방송사고로 이름을 날린다. 10년만에 신구의 집에서 다시 살게 되면서 혜영과 연인관계로 발전한다.
- 이현진 : 엄현진(22세, 대학교 수영부 선수)

기준의 동생. 강호대 수영부 에이스. 기준과 함께 신구네 집에서 하숙을 한다. 쓸데없이 예의를 중시하며 한두살 차이에도 어른으로 대접받으려고 하는 인물. 항상 티격태격하던 연지와 연인 관계로 발전한다. 후반부에 부상으로 인해 수영을 포기하고 유학을 떠난다.

### 그외 인물들
- 김산호 : 김산호(사진관 조수)

혜영이 낸 교통사고로 인해 신구네 집에서 살게 된 정체불평의 남자. 산호랑이에서 이름을 따와서 산호가 되었다. 사진관에서 조수로 일했지만 업무 능력은 형편없다. 신구를 잘 따르는 거의 유일한 인물이라 신구에게 엄청난 예쁨을 받았다. 혜영을 짝사랑하지만 결국 거절 당하며, 기억을 찾은 이후에 자신이 알고 있는 것을 고발하고 자수한다.
- 최권 : 최권(대학교 수영부 주장)

현진의 친구다. 수영부 주장이지만 수영선수로서의 기량은 떨어지는 것으로 보인다. 신구에게 미움을 받는 인물. 그러나 못난 사진을 사랑해주는 착하고 예쁜 서우의 남자친구가 된다.
- 장지우 : 장지우(대학교 수영부 선수)

현진의 친구이자 라이벌이다. 원래 수영부가 아니었지만 수영부실에서 숙식을 하게 되면서 수영을 시작한 인물. 엄청난 기량을 발휘하여 단숨에 현진의 라이벌이 된다. 엄청난 대식가이다.
- 김수현 : 김수현(대학교 수영부 선수)

현진의 후배. 다른 수영부원에 비해 철이 없다. 허세부리는 것을 좋아하고 연지를 잠깐 좋아했다.
- 서우 : 서우(21세, 대학생)

연지의 친구이며, 특이한 식성을 가지고 있는 인물. 엉뚱하고 발랄한 성격이고 최권의 여자친구가 된다.
- 김기방 : 정기사(운전기사)

은숙의 운전기사이며, 외모 때문에 은숙의 보디가드 역할도 하고 있다. 은숙의 방귀를 참아줄 만큼의 포용력이 넓은 남자다.
- 박종설 : 신구 친구
- 맹봉학 : 중고차 판매상 역
- 박지훈 (아역)

## 이모저모

### 결방
- 2007년 8월 22일 - 7시 45분부터 올림픽 축구 아시아지역 최종예선 <한국 VS 우즈벡> 중계 편성[10]
- 2007년 9월 18일 - 6시 40분부터 <대한민국 방송광고 페스티벌>[11] 1~2부 편성
- 2007년 10월 4일 - 뉴스 특보 편성
- 2007년 10월 25일 - 한국시리즈 3차전 두산 베어스 VS SK 와이번스 중계 편성
- 2007년 10월 29일 - 한국시리즈 6차전 두산 베어스 VS SK 와이번스 중계 편성
- 2007년 12월 6일 - 7시 55분부터 <제 17대 대통령 선거 후보자 토론회> 편성
- 2007년 12월 11일 - 7시 50분부터 <제 17대 대통령 선거 후보자 토론회> 편성
- 2007년 12월 19일 - 8시부터 특집 뉴스데스크 편성
- 2007년 12월 24일 - 성탄 스페셜 편성

### 김을동의 배우 은퇴작
- 김을동은 해당 시트콤을 끝으로써 45년간의 배우 생활 은퇴를 선언하고 정계 진출하였다.